# Stowarzyszenie Malta Służba Medyczna
Stowarzyszenie Malta Służba Medyczna (dawniej – Stowarzyszenie Maltańska Służba Medyczna-Pomoc Maltańska) – podmiot leczniczy będący stowarzyszeniem, które swoje działanie opiera o podstawy wiary katolickiej i wzoruje się na tradycji Zakonu Maltańskiego (Suwerennego Rycerskiego Zakonu Szpitalników św. Jana Jerozolimskiego) w myśl jego hasła Obrona wiary i pomoc potrzebującym (Tuitio fidei et obsequium pauperum).

## Historia
Stowarzyszenie Malta Służba Medyczna zostało powołane do życia w 1990 roku. Na życzenie kardynała Franciszka Macharskiego organizowaniem nowo powstałej jednostki zajęli się Róża i Henryk Kubiakowie. Organizacja miała działać na wzór Służb Maltańskich jakie istnieją w zachodniej Europie. W roku 1991 patronat nad stowarzyszeniem objął Związek Polskich Kawalerów Maltańskich. W roku 2004 organizacja uzyskała status Organizacji Pożytku Publicznego. Z dniem 1 stycznia 2010 roku Malta Służba Medyczna została wpisana przez Wojewodę Małopolskiego do rejestru jednostek współpracujących z systemem Państwowego Ratownictwa Medycznego, jako społeczna organizacja, która zobowiązuje się do niesienia pomocy osobom w stanie nagłego zagrożenia zdrowotnego. Do roku 2011 Stowarzyszenie działało pod nazwą "Stowarzyszenie Maltańska Służba Medyczna - Pomoc Maltańska". Siedziba MSM mieści się w Krakowie przy ul. Totus Tuus 34, w Centrum Wolontariatu przy Sanktuarium Błogosławionego Jana Pawła II „Nie lękajcie się!”. Stowarzyszenie w roku 2012 powołało Spółkę z o.o., która w roku 2019 została zlikwidowana. 25 lipca 2016 roku Malta Służba Medyczna została wpisana do Rejestru Podmiotów Wykonujących Działalność Leczniczą.

### Członkostwo Malty Służby Medycznej
Do stowarzyszenia mogą należeć osoby, które:
- mają ukończone 16 lat,
- wyrażą deklarację aby dobrowolnie żyć w oparciu o podstawy wiary katolickiej i działać zgodnie z zasadami stowarzyszenia,
- wezmą udział w kursie pomocy przedmedycznej organizowanym przez stowarzyszenie i zdadzą egzamin,
- są praktykującymi katolikami (wymagane potwierdzenie proboszcza).

## Działalność
Głównymi formami działalności stowarzyszenia jest:
- zabezpieczanie medyczne zgromadzeń: pielgrzymek i uroczystości religijnych, zawodów sportowych, koncertów, kongresów i imprez kulturalnych,
- transportowanie chorych własnymi karetkami,
- prowadzenie działalności wychowawczej wśród młodzieży przez tworzenie grup kadetów,
- prowadzenie działalności socjalnej przez opiekę nad bezdomnymi w przytułkach dla bezdomnych,
- opieka nad osobami starszymi w „Domu Spokojnej Jesieni”,
- pomoc w przedszkolu w Maltańskim Centrum Pomocy Niepełnosprawnym Dzieciom i Ich Rodzinom,
- działalność w Klubie Honorowych Dawców Krwi,
- prowadzenie kursów pierwszej pomocy.

## Struktura
W Polsce znajduje się 8 oddziałów: Chrzanów, Kraków, Mszana Dolna, Myślenice, Słupsk, Sucha Beskidzka, Tarnów i Tarnówka. Działalność Malty Służby Medycznej jest oparta na wolontariacie i nikt z jej członków nie pobiera wynagrodzenia.

### Walne Zgromadzenie Delegatów
Naczelną władzą Stowarzyszenia jest Walne Zgromadzenie Delegatów, zwoływane raz do roku jako zgromadzenie zwyczajne, a co 3 lata, jako wyborcze – w związku z upływem kadencji Zarządu Głównego.

### Zarząd Główny
Zarząd Główny Stowarzyszenia wybierany jest na 3-letnią kadencję.
Obecnie (2017 r.) funkcję Komendanta Głównego MSM pełni Marek Radomski

### Oddziały
Na co dzień oddziałem terenowym kieruje wybierany w wyborach zarząd oddziału. W skład zarządu wchodzą:
- komendant oddziału
- zastępca komendanta
- sekretarz
- skarbnik
- członek zarządu.

W niektórych oddziałach w celu usprawnienia działalności powołuje się koordynatorów takich jak:
- koordynator działalności socjalnej
- kwatermistrz
- opiekun drużyny kadetów
- opiekun strony internetowej

oraz instruktorzy, prowadzący kursy pierwszej pomocy.